# Briançon (quận)
Quận Briançon là một quận của Pháp, nằm ở tỉnh Hautes-Alpes, ở vùng Provence-Alpes-Côte d'Azur. Quận này có 7 tổng và 38 xã.

## Các đơn vị hành chính

### Các tổng
Các tổng của quận Briançon là: 
1. Aiguilles
2. L'Argentière-la-Bessée
3. Briançon-Nord
4. Briançon-Sud
5. La Grave
6. Guillestre
7. Le Monêtier-les-Bains

### Các xã
Các xã của quận Briançon, và mã INSEE là: 
| 1. Abriès (05001)                 | 2. Aiguilles (05003)                   | 3. Arvieux (05007)                    |
| 4. Briançon (05023)               | 5. Ceillac (05026)                     | 6. Cervières (05027)                  |
| 7. Champcella (05031)             | 8. Château-Ville-Vieille (05038)       | 9. Eygliers (05052)                   |
| 10. Freissinières (05058)         | 11. Guillestre (05065)                 | 12. L'Argentière-la-Bessée (05006)    |
| 13. La Grave (05063)              | 14. La Roche-de-Rame (05122)           | 15. La Salle les Alpes (05161)        |
| 16. Le Monêtier-les-Bains (05079) | 17. Les Vigneaux (05180)               | 18. Molines-en-Queyras (05077)        |
| 19. Mont-Dauphin (05082)          | 20. Montgenèvre (05085)                | 21. Névache (05093)                   |
| 22. Pelvoux (05101)               | 23. Puy-Saint-André (05107)            | 24. Puy-Saint-Pierre (05109)          |
| 25. Puy-Saint-Vincent (05110)     | 26. Risoul (05119)                     | 27. Ristolas (05120)                  |
| 28. Réotier (05116)               | 29. Saint-Chaffrey (05133)             | 30. Saint-Clément-sur-Durance (05134) |
| 31. Saint-Crépin (05136)          | 32. Saint-Martin-de-Queyrières (05151) | 33. Saint-Véran (05157)               |
| 34. Val-des-Prés (05174)          | 35. Vallouise (05175)                  | 36. Vars (05177)                      |
| 37. Villar-Saint-Pancrace (05183) | 38. Villar-d'Arêne (05181)             |                                       |